# Museo de John Lennon

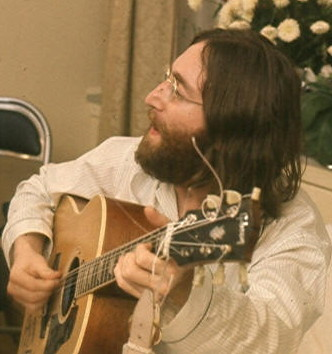
John Lennon.

El Museo de John Lennon (ジョン・レノン・ミュージアム Jon Renon Myūjiamu?) fue un museo que se encontraba dentro del Saitama Super Arena en Chuo-ku, Saitama, Prefectura de Saitama, Japón.
Se estableció para preservar conocimiento de la vida y la carrera musical de John Lennon. Se exhibía la colección de Yoko Ono, la viuda de Lennon, de cosas memorables, así como otros objetos. El museo se abrió el 9 de octubre de 2000, el 60° aniversario del nacimiento de Lennon. 
Un paseo por el museo comenzaba con un mensaje de bienvenida y un cortometraje narrado por Yoko Ono (en japonés, con audioguía en inglés disponible), y terminaba con un avant-garde.
Su exhibición terminó a finales de septiembre de 2010, cuando el contrato de exhibición con Yoko Ono expiró.